# Cill Fhíonáin
Cill Fhíonáin (engelska: Kilfinane) är en ort i republiken Irland.   Den ligger i grevskapet County Limerick och provinsen Munster, i den centrala delen av landet, 190 km sydväst om huvudstaden Dublin. Cill Fhíonáin ligger 160 meter över havet och antalet invånare är 778.
Terrängen runt Cill Fhíonáin är kuperad åt sydost, men åt nordväst är den platt. Terrängen runt Cill Fhíonáin sluttar norrut. Runt Cill Fhíonáin är det ganska glesbefolkat, med 34 invånare per kvadratkilometer. Närmaste större samhälle är Ráth Luirc, 14,4 km väster om Cill Fhíonáin. Trakten runt Cill Fhíonáin består i huvudsak av gräsmarker.